# Aux origines des mondes
 (décembre 2024).
Si vous disposez d'ouvrages ou d'articles de référence ou si vous connaissez des sites web de qualité traitant du thème abordé ici, merci de compléter l'article en donnant les références utiles à sa vérifiabilité et en les liant à la section « Notes et références ».
Aux origines des mondes est un hors-série de la série de bande dessinée Les Mondes de Thorgal publié en novembre 2012. Patrick Gaumer y recueille les propos des dessinateurs Grzegorz Rosiński, Giulio De Vita et Roman Surzhenko ainsi que ceux des scénaristes Yves Sente et Yann. Une deuxième édition spéciale de l'album est sortie en janvier 2013 pour l'exposition sur Rosinski à Versailles.